# Sikory (Czaplinek)
Sikory (deutsch Zicker) ist ein Ort in der Woiwodschaft Westpommern in Polen. Er gehört zur Gmina Czaplinek (Gemeinde Tempelburg) im Powiat Drawski (Dramburger Kreis).
Bis 1945 war Zicker eine Landgemeinde im Kreis Neustettin der preußischen Provinz Pommern. Die Gemeinde hatte im Jahr 1925 645 Einwohner. Zur Gemeinde gehörte auch der Wohnplatz Weinberge.
Seit 1945 ist der Ort polnisch. Im Jahr 2007 wurden 321 Einwohner gezählt.